# Брандшайд (Айфель)
Брандшайд (нем. Brandscheid) — община в Германии, в земле Рейнланд-Пфальц.
Входит в состав района Айфель-Битбург-Прюм. Подчиняется управлению Прюм. Население составляет 330 человек (на 31 декабря 2010 года). Занимает площадь 16,26 км².